# Спортивная гимнастика на летних Олимпийских играх 2008 — бревно
Соревнования на разновысоких брусьях среди женщин на летних Олимпийских играх 2008 года состоялись в Государственном дворце спорта Пекина 19 августа. В соревнованиях участвовали 8 гимнасток (не более двух от одной страны). У каждой гимнастки было только одно выступление.
Чемпионкой стала американка Шон Джонсон, серебряным призёром — её соотечественница Настя Люкин, бронзовым призёром — китаянка Чэн Фэй. Россиянки Анна Павлова и Ксения Афанасьева заняли соответственно 4-е и 7-е места.

## Результаты
| Место | Спортсмен         | Очки   |
| ----- | ----------------- | ------ |
| 1     | Шон Джонсон       | 16.225 |
| 2     | Анастасия Люкин   | 16.025 |
| 3     | Чэн Фэй           | 15.950 |
| 4     | Анна Павлова      | 15.900 |
| 5     | Габриэла Дрэгой   | 15.625 |
| 6     | Ли Шаньшань       | 15.300 |
| 7     | Ксения Афанасьева | 14.825 |
| 8     | Коко Цуруми       | 14.450 |

В связи с квотой не более в двух спортсменов от каждой сборной в финал не были допущены следующие спортсменки, прошедшие квалификацию:
- Алиша Сакрамоне и Бриджет Слоан
- Дэн Линьлинь и Ян Илинь
- Ксения Семёнова

В итоге Коко Цуруми, показавшая 13-й результат в квалификации, была допущена к выступлению в финале.